# 3rd Rock from the Sun
3rd Rock from the Sun (bra: Uma Família de Outro Mundo ou EtaTerrestre; prt: 3º Calhau a Contar do Sol)   é uma série de televisão norte-americana no formato sitcom, criada por Bonnie e Terry Turner, que foi ao ar originalmente de 9 de janeiro de 1996 a 22 de maio de 2001, na NBC. A série é sobre quatro extraterrestres que estão em uma expedição à Terra, o terceiro planeta do Sol, que eles consideram um planeta muito insignificante. Os extraterrestres se apresentam como uma família humana para observar o comportamento dos seres humanos.
A série estreou três anos após o filme Coneheads, que também foi escrito por Bonnie e Terry Turner e apresentava uma premissa semelhante de alienígenas chegando à Terra e assimilando a sociedade americana. Coneheads também estrelou Jane Curtin como um dos alienígenas cabeças de cone e contou com um elenco de apoio incluindo Jan Hooks, Phil Hartman, Julia Sweeney e Laraine Newman, todos os quais fizeram aparições em 3rd Rock from the Sun.

## Premissa
Quatro alienígenas vêm para a terra para conhecer a cultura dos seres humanos. Situações comuns são verdadeiros desafios para o Dr. Dick Solomon (John Lithgow), Sally (Kristen Johnston), Tommy (Joseph Gordon-Levitt) e Harry (French Stewart).
A premissa da série gira em torno de uma expedição extraterrestre de pesquisa tentando viver como uma família normal de humanos, na cidade fictícia de Rutherford, Ohio (supostamente a 52 milhas fora de Cleveland), onde vivem em um sótão. O humor vem principalmente das tentativas de entender a sociedade humana e, devido à sua vida como próprios humanos enquanto na Terra,  entender sentimentos e costumes. É também uma sátira dos esforços de estrangeiros para se adaptarem aos costumes de uma outra cultura. Ao longo dos episódios, tornam-se mais habituados à Terra e, muitas vezes, mais interessados em suas vidas humanas do que em sua missão.
Dick Solomon, o alto comandante e jovem líder da expedição, é o provedor da família, e por seu brilhante intelecto assume uma posição como professor de física na Universidade Estadual Pendelton. Tommy,o ancião e o mais velho do grupo é o perito da inteligência, fica com o corpo de uma criança, depois adolescente, sendo forçado a se matricular na escola (High-school) e a conviver com jovens imaturos. O feroz  oficial de segurança assume o corpo de uma sedutora mulher (Sally)e Harry, o oficial de comunicação, assumem os papéis de irmãos de Dick.
A família muitas vezes se comunica com seu chefe (e normalmente invisível)imperador da galáxia Big Giant Head (William Shatner),cujas ordens frequentemente os colocam em mais confusão. 
Essas ordens são recebidas através de Harry que, inesperadamente (e muitas vezes em circunstâncias inconvenientes) fica de pé, com os braços duros(atuando como antena), e proclama: "recebendo mensagem do Big Giant Head (Gigante Cabeção)".